# Madrid Open 2014 - Qualificazioni singolare femminile
Le qualificazioni del singolare femminile del Mutua Madrid Open 2014 sono state un torneo di tennis preliminare per accedere alla fase finale della manifestazione. I vincitori dell'ultimo turno sono entrati di diritto nel tabellone principale. In caso di ritiro di uno o più giocatori aventi diritto a questi sono subentrati i lucky loser, ossia i giocatori che hanno perso nell'ultimo turno ma che avevano una classifica più alta rispetto agli altri partecipanti che avevano comunque perso nel turno finale.

## Giocatrici

### Teste di serie
1. Caroline Garcia (qualificata)
2. Jana Čepelová (ultimo turno)
3. Camila Giorgi (ultimo turno)
4. Mónica Puig (primo turno)
5. Vania King (primo turno)
6. Karolína Plíšková (qualificata)
7. Jaroslava Švedova (primo turno)
8. Donna Vekić (ultimo turno)

1. Paula Ormaechea (primo turno)
2. Urszula Radwańska (primo turno)
3. Alexandra Dulgheru (primo turno)
4. Virginie Razzano (primo turno)
5. Ajla Tomljanović (primo turno)
6. Patricia Mayr-Achleitner (ultimo turno)
7. Monica Niculescu (qualificata)
8. Chanelle Scheepers (primo turno)

### Qualificate
1. Caroline Garcia
2. Monica Niculescu
3. Belinda Bencic
4. Petra Cetkovská

1. Julia Görges
2. Karolína Plíšková
3. Mariana Duque Mariño
4. Kristina Mladenovic

## Tabellone qualificazioni

### Sezione 1
|  | Primo turno | Primo turno         | Primo turno         | Primo turno | Primo turno |  |  | Ultimo turno | Ultimo turno    | Ultimo turno    | Ultimo turno | Ultimo turno |  |
|  |             |                     |                     |             |             |  |  |              |                 |                 |              |              |  |
|  | 1           | Caroline Garcia     | Caroline Garcia     | 6           | 6           |  |  |              |                 |                 |              |              |  |
|  | WC          | Sara Sorribes Tormo | Sara Sorribes Tormo | 3           | 2           |  |  | 1            | Caroline Garcia | Caroline Garcia | 6            | 6            |  |
|  | WC          | Laura Pous Tió      | 6                   | 2           | 6           |  |  | WC           | Laura Pous Tió  | Laura Pous Tió  | 3            | 3            |  |
|  | 10          | Urszula Radwańska   | 3                   | 6           | 4           |  |  |              |                 |                 |              |              |  |

### Sezione 2
|  | Primo turno | Primo turno        | Primo turno        | Primo turno | Primo turno |  |  | Ultimo turno | Ultimo turno     | Ultimo turno     | Ultimo turno | Ultimo turno |  |
|  |             |                    |                    |             |             |  |  |              |                  |                  |              |              |  |
|  | 2           | Jana Čepelová      | Jana Čepelová      | 6           | 7           |  |  |              |                  |                  |              |              |  |
|  |             | Ol'ga Govorcova    | Ol'ga Govorcova    | 3           | 5           |  |  | 2            | Jana Čepelová    | Jana Čepelová    | 0            | 1            |  |
|  | WC          | Alexandra Dulgheru | Alexandra Dulgheru | 5           | 5           |  |  | 15           | Monica Niculescu | Monica Niculescu | 6            | 6            |  |
|  | 15          | Monica Niculescu   | Monica Niculescu   | 7           | 7           |  |  |              |                  |                  |              |              |  |

### Sezione 3
|  | Primo turno | Primo turno       | Primo turno | Primo turno | Primo turno |  |  | Ultimo turno | Ultimo turno   | Ultimo turno   | Ultimo turno | Ultimo turno |  |
|  |             |                   |             |             |             |  |  |              |                |                |              |              |  |
|  | 3           | Camila Giorgi     | 4           | 6           | 7           |  |  |              |                |                |              |              |  |
|  |             | Alla Kudrjavceva  | 6           | 4           | 69          |  |  | 3            | Camila Giorgi  | Camila Giorgi  | 4            | 5            |  |
|  |             | Belinda Bencic    | 6           | 3           |             |  |  |              | Belinda Bencic | Belinda Bencic | 6            | 7            |  |
|  | 11          | Alexandra Cadanțu | 4           | 0           | r           |  |  |              |                |                |              |              |  |

### Sezione 4
|  | Primo turno | Primo turno     | Primo turno     | Primo turno | Primo turno |  |  | Ultimo turno    | Ultimo turno    | Ultimo turno    | Ultimo turno | Ultimo turno |  |
|  |             |                 |                 |             |             |  |  |                 |                 |                 |              |              |  |
|  | 4           | Mónica Puig     | Mónica Puig     | 2           | 63          |  |  |                 |                 |                 |              |              |  |
|  |             | Petra Cetkovská | Petra Cetkovská | 6           | 7           |  |  | Petra Cetkovská | Petra Cetkovská | Petra Cetkovská | 6            | 6            |  |
|  |             | Mona Barthel    | Mona Barthel    | 6           | 6           |  |  | Mona Barthel    | Mona Barthel    | Mona Barthel    | 4            | 4            |  |
|  | 9           | Paula Ormaechea | Paula Ormaechea | 4           | 3           |  |  |                 |                 |                 |              |              |  |

### Sezione 5
|  | Primo turno | Primo turno      | Primo turno | Primo turno | Primo turno |  |  | Ultimo turno    | Ultimo turno    | Ultimo turno    | Ultimo turno | Ultimo turno |  |
|  |             |                  |             |             |             |  |  |                 |                 |                 |              |              |  |
|  | 5           | Vania King       | 6           | 1           | 4           |  |  |                 |                 |                 |              |              |  |
|  |             | Julia Görges     | 4           | 6           | 6           |  |  | Julia Görges    | Julia Görges    | Julia Görges    | 6            | 6            |  |
|  |             | Katarzyna Piter  | 1           | 7           | 7           |  |  | Katarzyna Piter | Katarzyna Piter | Katarzyna Piter | 2            | 3            |  |
|  | 13          | Ajla Tomljanović | 6           | 5           | 63          |  |  |                 |                 |                 |              |              |  |

### Sezione 6
|  | Primo turno | Primo turno        | Primo turno        | Primo turno | Primo turno |  |  | Ultimo turno | Ultimo turno      | Ultimo turno      | Ultimo turno | Ultimo turno |  |
|  |             |                    |                    |             |             |  |  |              |                   |                   |              |              |  |
|  | 6           | Karolína Plíšková  | Karolína Plíšková  | 7           | 6           |  |  |              |                   |                   |              |              |  |
|  | WC          | Olga Sáez Larra    | Olga Sáez Larra    | 5           | 3           |  |  | 6            | Karolína Plíšková | Karolína Plíšková | 7            | 7            |  |
|  |             | Teliana Pereira    | Teliana Pereira    | 7           | 6           |  |  |              | Teliana Pereira   | Teliana Pereira   | 65           | 67           |  |
|  | 16          | Chanelle Scheepers | Chanelle Scheepers | 610         | 3           |  |  |              |                   |                   |              |              |  |

### Sezione 7
|  | Primo turno | Primo turno              | Primo turno              | Primo turno | Primo turno |  |  | Ultimo turno | Ultimo turno             | Ultimo turno             | Ultimo turno | Ultimo turno |  |
|  |             |                          |                          |             |             |  |  |              |                          |                          |              |              |  |
|  | 7           | Jaroslava Švedova        | 5                        | 7           | 67          |  |  |              |                          |                          |              |              |  |
|  |             | Mariana Duque Mariño     | 7                        | 5           | 7           |  |  |              | Mariana Duque Mariño     | Mariana Duque Mariño     | 4            |              |  |
|  |             | Alisa Klejbanova         | Alisa Klejbanova         | 4           | 2           |  |  | 14           | Patricia Mayr-Achleitner | Patricia Mayr-Achleitner | 3            | r            |  |
|  | 14          | Patricia Mayr-Achleitner | Patricia Mayr-Achleitner | 6           | 6           |  |  |              |                          |                          |              |              |  |

### Sezione 8
|  | Primo turno | Primo turno         | Primo turno         | Primo turno | Primo turno |  |  | Ultimo turno | Ultimo turno        | Ultimo turno        | Ultimo turno | Ultimo turno |  |
|  |             |                     |                     |             |             |  |  |              |                     |                     |              |              |  |
|  | 8           | Donna Vekić         | 1                   | 6           | 6           |  |  |              |                     |                     |              |              |  |
|  |             | Alison Van Uytvanck | 6                   | 2           | 4           |  |  | 8            | Donna Vekić         | Donna Vekić         | 5            | 0            |  |
|  |             | Kristina Mladenovic | Kristina Mladenovic | 6           | 7           |  |  |              | Kristina Mladenovic | Kristina Mladenovic | 7            | 6            |  |
|  | 12          | Virginie Razzano    | Virginie Razzano    | 3           | 65          |  |  |              |                     |                     |              |              |  |